# St. Peter und Paul (Stadelhofen)

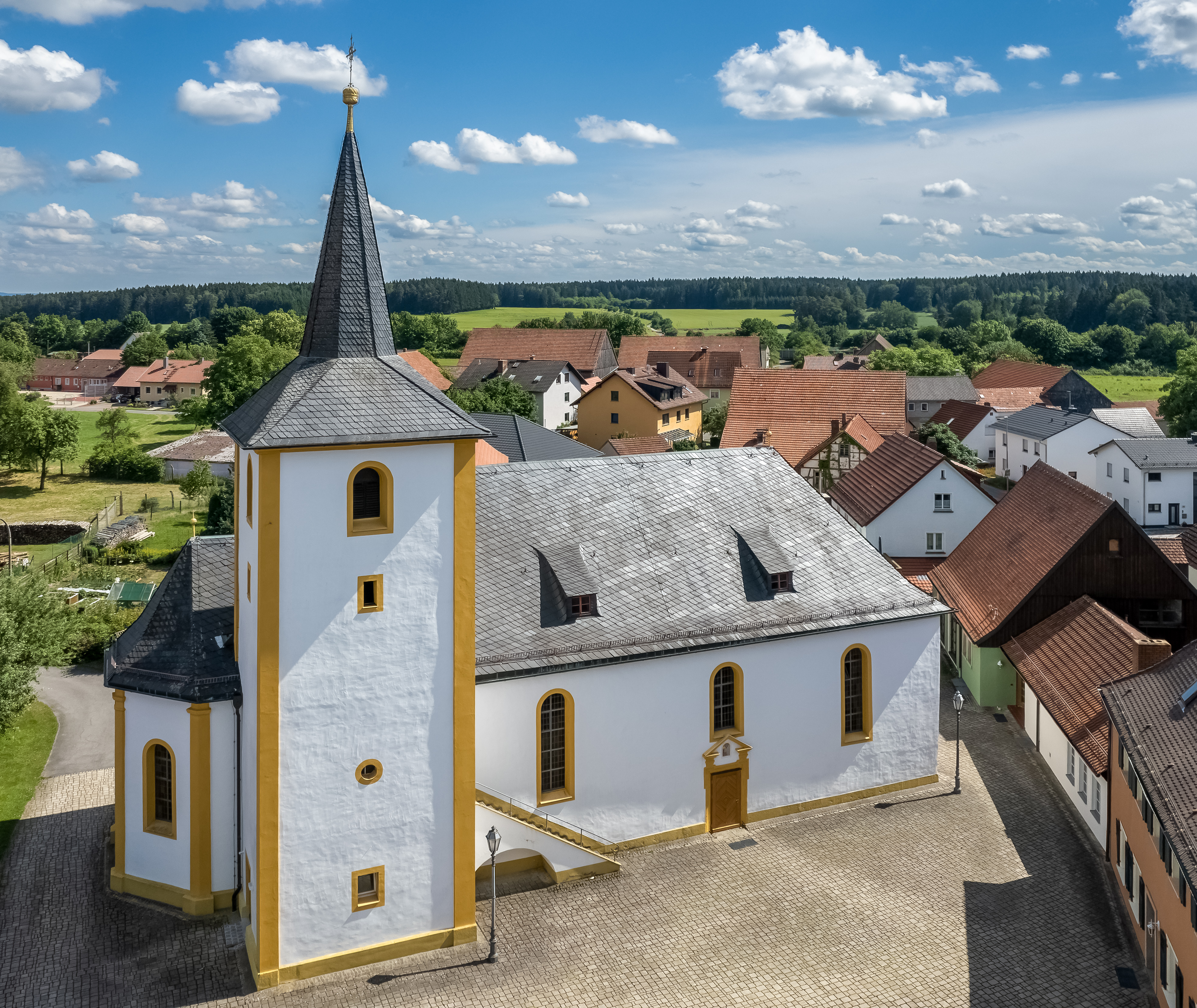
St. Peter und Paul in Stadelhofen

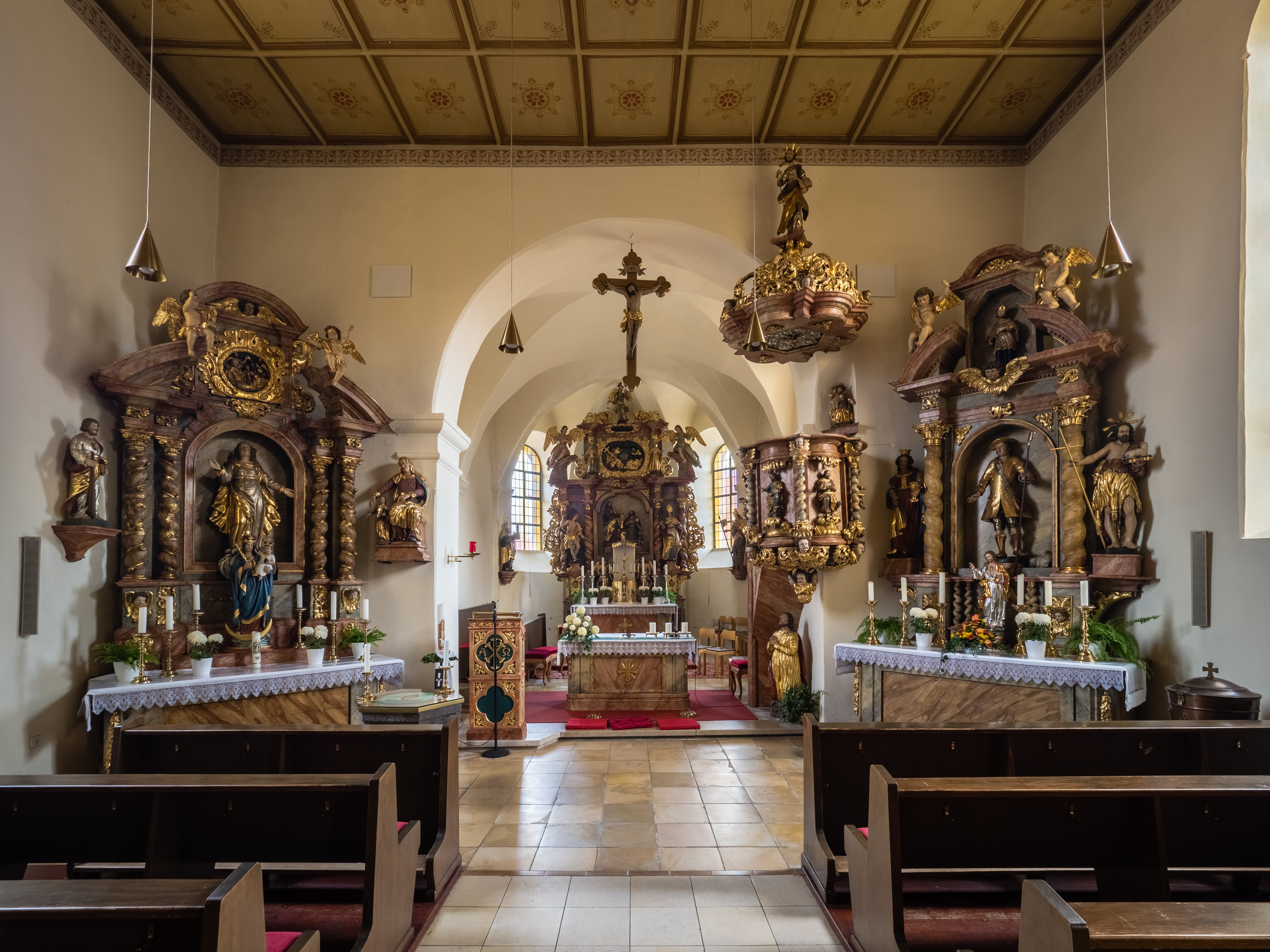
Altarraum

Die römisch-katholische Pfarrkirche St. Peter und Paul steht in Stadelhofen, eine Gemeinde im oberfränkischen Landkreis Bamberg (Bayern). Der Turm der denkmalgeschützten Kirche wird auf das erste Viertel des 15. Jahrhunderts datiert. Die Pfarrei gehört zum Seelsorgebereich Gügel im Dekanat Bamberg des Erzbistums Bamberg.

## Beschreibung
Der Turm stammt im Kern aus dem Jahr 1425. Die Filialkirche der Pfarrei Scheßlitz wurde 1645 geweiht. 1717/1718 erfolgte ein Umbau des Gotteshauses zur barocken Landkirche. Bei der Erweiterung des Torbogens stürzte der Turm ein. Die Saalkirche wurde in der Folge unter Verwendung älterer Teile neu errichtet. Sie besteht aus einem Langhaus, einem eingezogenen, dreiseitig geschlossenen Chor im Osten und einem Chorflankenturm an dessen Nordwand, der mit einem achtseitigen Knickhelm bedeckt ist. Im Jahr 1742 folgte die Erhebung der Gemeinde zur Pfarrei.
Zur Kirchenausstattung gehören Altäre, die 1721 aus St. Wenzeslaus (Litzendorf) übernommen wurden. Der Hochaltar ist als Flügelaltar gestaltet. Die von Georg Wolf gebaute Orgel mit 11 Registern, 2 Manualen und einem Pedal wurde 2018 von Christian Scheffler restauriert.